# 徐孝克
徐孝克（527年—599年），东海郡郯县人，南朝梁、南朝陈政治人物。徐陵的三弟。
徐孝克性情至孝，博览经史，能言善辩，能谈玄理。年轻时为国子生，博通《五经》。梁武帝太清初年，以太学博士起家。侯景之乱，京师饥荒，无以养母，将妻子臧氏嫁给侯景部将孔景行，换来谷帛供养其母。母亲想吃粳米粥而不能得。母亲去世，徐孝克终身不食粳米。他自己削发为僧，要饭以补供给。后孔景行死，徐孝克还俗，与臧氏复为夫妇。陈朝时，历任国子博士、国子祭酒。居官清廉，好施惠，所以还是不免饥寒，所得赏赐，用以设斋写经。陈亡入隋朝长安，隋文帝开皇年间，官至国子博士，侍东宫讲《礼传》。开皇十九年卒。